# Sam McCallum
Sam Benjamin McCallum (Canterbury, 2 settembre 2000) è un calciatore inglese, difensore dello Sheffield Utd.

## Carriera
Cresciuto calcisticamente nelle giovanili del Herne Bay, nell'agosto 2018 firma il suo primo contratto da professionista con il Coventry City, con il quale esordisce il 13 novembre successivo, giocando l'incontro di EFL Trophy perso per 2-0 contro il Cheltenham Town. Un mese dopo, invece, debutta in campionato, nell'incontro vinto per 1-0 contro lo Southend United in Football League One.
Nel gennaio 2020 viene acquistato dal Norwich City, che lo rimane in prestito al Coventry City fino al termine della stagione. Il 5 settembre 2020 debutta con la casacca del Norwich City, giocando il match perso per 3-1 contro il Luton Town. Non riuscendo a trovare spazio in squadra, 15 giorni viene ceduto in prestito al Coventry City, in Championship, per l'intera stagione. Rientrato dal prestito, il 12 luglio 2021 viene ceduto a titolo temporaneo al QPR, sempre in Championship.

## Statistiche

### Presenze e reti nei club
Statistiche aggiornate al 15 aprile 2022.
| Stagione        | Squadra         | Campionato      | Campionato | Campionato | Coppe nazionali | Coppe nazionali | Coppe nazionali | Coppe continentali | Coppe continentali | Coppe continentali | Altre coppe | Altre coppe | Altre coppe | Totale | Totale |
| Stagione        | Squadra         | Comp            | Pres       | Reti       | Comp            | Pres            | Reti            | Comp               | Pres               | Reti               | Comp        | Pres        | Reti        | Pres   | Reti   |
| --------------- | --------------- | --------------- | ---------- | ---------- | --------------- | --------------- | --------------- | ------------------ | ------------------ | ------------------ | ----------- | ----------- | ----------- | ------ | ------ |
| 2018-2019       | Coventry City   | FL1             | 7          | 0          | FACup+CdL       | 0               | 0               |                    | -                  | -                  | FLT         | 1           | 0           | 8      | 0      |
| 2019-2020       | Coventry City   | FL1             | 26         | 2          | FACup+CdL       | 5+2             | 1+0             |                    | -                  | -                  | FLT         | 2           | 0           | 35     | 3      |
| set. 2020       | Norwich City    | FLC             | 0          | 0          | FACup+CdL       | 0+1             | 0               |                    | -                  | -                  |             | -           | -           | 1      | 0      |
| 2020-2021       | Coventry City   | FLC             | 41         | 1          | FACup+CdL       | 0               | 0               |                    | -                  | -                  |             | -           | -           | 41     | 1      |
| 2021-2022       | QPR             | FLC             | 13         | 2          | FACup+CdL       | 0+2             | 0               |                    | -                  | -                  |             | -           | -           | 15     | 2      |
| Totale carriera | Totale carriera | Totale carriera | 87         | 5          |                 | 10              | 1               |                    | -                  | -                  |             | 3           | 0           | 100    | 6      |

## Palmarès

### Club

#### Competizioni nazionali
- Football League One: 1

Coventry City: 2019-2020